# Lista de episódios de Hemlock Grove
Hemlock Grove é uma série de televisão americana de drama sobrenatural criada por Brian McGeevy e Lee Shipman, baseada no romance de mesmo nome de McGeevy. A primeira temporada estreou exclusivamente no serviço streaming Netflix em 19 de Abril de 2013. A segunda temporada estreou em 11 de Julho de 2014. A terceira e última temporada de 10 episódios estreou em 23 de Outubro de 2015.

## Resumo
| Temporada | Temporada | Episódios | Hemlock Grove         | Hemlock Grove |
| Temporada | Temporada | Episódios | Exibição              |               |
| --------- | --------- | --------- | --------------------- | ------------- |
|           | 1         | 13        | 19 de Abril de 2013   |               |
|           | 2         | 10        | 11 de Julho de 2014   |               |
|           | 3         | 10        | 23 de Outubro de 2015 |               |

## Episódios

### 1ª Temporada (2013)
| No. na série | No. | Título                        | Dirigido por   | Escrito por                   | Exibição            |
| ------------ | --- | ----------------------------- | -------------- | ----------------------------- | ------------------- |
| 1            | 1   | "Jellyfish in the Sky"        | Eli Roth       | Brian McGreevy & Lee Shipman  | 19 de Abril de 2013 |
| 2            | 2   | "The Angel"                   | Deran Sarafian | Brian McGreevy & Lee Shipman  | 19 de Abril de 2013 |
| 3            | 3   | "The Order of the Dragon"     | Deran Sarafian | Brian McGreevy & Lee Shipman  | 19 de Abril de 2013 |
| 4            | 4   | "In Poor Taste"               | David Semel    | Sheila Callaghan              | 19 de Abril de 2013 |
| 5            | 5   | "Hello, Handsome"             | David Semel    | Mark Verheiden                | 19 de Abril de 2013 |
| 6            | 6   | "The Crucible"                | Deran Sarafian | Daniel Paige                  | 19 de Abril de 2013 |
| 7            | 7   | "Measure of Disorder"         | Deran Sarafian | Brian McGreevy & Lee Shipman  | 19 de Abril de 2013 |
| 8            | 8   | "Catabasis"                   | David Straiton | Brian McGreevy & Lee Shipman  | 19 de Abril de 2013 |
| 9            | 9   | "What Peter Can Live Without" | David Straiton | Rafe Judkins & Lauren LeFranc | 19 de Abril de 2013 |
| 10           | 10  | "What God Wants"              | TJ Scott       | Daniel Paige                  | 19 de Abril de 2013 |
| 11           | 11  | "The Price"                   | TJ Scott       | Mark Verheiden                | 19 de Abril de 2013 |
| 12           | 12  | "Children of the Night"       | Deran Sarafian | Brian McGreevy & Lee Shipman  | 19 de Abril de 2013 |
| 13           | 13  | "Birth"                       | Deran Sarafian | Brian McGreevy & Lee Shipman  | 19 de Abril de 2013 |

### 2ª Temporada (2014)
| No. na série | No. | Título                                       | Dirigido por      | Escrito por        | Exibição            |
| ------------ | --- | -------------------------------------------- | ----------------- | ------------------ | ------------------- |
| 14           | 1   | "Blood Pressure"                             | Spencer Susser    | Evan Dunsky        | 11 de Julho de 2014 |
| 15           | 2   | "Gone Sis"                                   | Vincenzo Natali   | Jennifer Haley     | 11 de Julho de 2014 |
| 16           | 3   | "Luna Rea"                                   | Peter Cornwell    | Peter Blake        | 11 de Julho de 2014 |
| 17           | 4   | "Bodily Fluids"                              | Floria Sigismondi | David Paul Francis | 11 de Julho de 2014 |
| 18           | 5   | "Hemlock Diego's Policy Player's Dream Book" | Sanaa Hamri       | Charles H. Eglee   | 11 de Julho de 2014 |
| 19           | 6   | "Such Dire Stuff"                            | Peter Cornwell    | Evan Dunsky        | 11 de Julho de 2014 |
| 20           | 7   | "Lost Generation"                            | David Straiton    | Jennifer Haley     | 11 de Julho de 2014 |
| 21           | 8   | "Unicorn"                                    | David Petrarca    | Peter Blake        | 11 de Julho de 2014 |
| 22           | 9   | "Tintypes"                                   | Billy Gierhart    | David Paul Francis | 11 de Julho de 2014 |
| 23           | 10  | "Demons and the Dogstar"                     | David Straiton    | Charles H. Eglee   | 11 de Julho de 2014 |

### 3ª Temporada (2015)
| No. na série | No. | Título                        | Dirigido por     | Escrito por                                               | Exibição              |
| ------------ | --- | ----------------------------- | ---------------- | --------------------------------------------------------- | --------------------- |
| 24           | 1   | "A Place to Fall"             | Russell Lee Fine | David Paul Francis                                        | 23 de Outubro de 2015 |
| 25           | 2   | "Souls on Ice"                | Coky Giedroyc    | Travis Jackson & Nader Navidi                             | 23 de Outubro de 2015 |
| 26           | 3   | "The House in the Woods"      | David Straiton   | Peter Blake                                               | 23 de Outubro de 2015 |
| 27           | 4   | "Every Beast"                 | Marc Jobst       | Evan Dunsky                                               | 23 de Outubro de 2015 |
| 28           | 5   | "Boy in the Box"              | David Straiton   | Charles H. Eglee                                          | 23 de Outubro de 2015 |
| 29           | 6   | "Pendant"                     | Jim O'Hanlon     | Peter Blake                                               | 23 de Outubro de 2015 |
| 30           | 7   | "Todo Santos"                 | Jonathan Amiel   | Evan Dunsky                                               | 23 de Outubro de 2015 |
| 31           | 8   | "Dire Night on the Worm Moon" | Carl Tibbetts    | Travis Jackson & Nader Navidi                             | 23 de Outubro de 2015 |
| 32           | 9   | "Damascus"                    | Russell Lee Fine | David Paul Francis                                        | 23 de Outubro de 2015 |
| 33           | 10  | "Brian's Song"                | Russell Lee Fine | Charles H. Eglee & Lorna Clarke Osunsanmi and Peter Blake | 23 de Outubro de 2015 |